# Estefanobericiformes
Els estefanobericiformes (Stephanoberyciformes) són un ordre de peixos teleostis del superordre dels acantopterigis que inclou peixos abissals rars i de poca importància econòmica.

## Taxonomia
Segons ITIS:
- Superfamília Cetomimoidea (no reconeguda per FishBase que la classifica com l'ordre Cetomimiformes)
  - Família Barbourisiidae
  - Família Cetomimidae
  - Família Megalomycteridae
  - Família Mirapinnidae
  - Família Rondeletiidae
- Superfamília Stephanoberycoidea
  - Família Gibberichthyidae
  - Família Hispidoberycidae
  - Família Melamphaidae
  - Família Stephanoberycidae

Segons FishBase:
- Família Gibberichthyidae
- Família Hispidoberycidae
- Família Melamphaidae
- Família Stephanoberycidae